# Albert Holz
Albert Holz (* 27. Februar 1884 in Düsseldorf; † 1954 ebenda) war ein deutscher Tier- und Landschaftsmaler der Düsseldorfer Schule.

## Leben
Zunächst Autodidakt, studierte Albert Holz ab 1908 in Düsseldorf privat bei dem Tier- und Landschaftsmaler Christian Kröner, der 1911 verstarb und dessen letzter Meisterschüler Holz war. Anschließend bildete er sich bei Georg Hacker, der seit 1896 in Düsseldorf niedergelassen war. Bis 1928 war Hacker als Vorstand des Malersaals am Stadttheater tätig; zusätzlich leitete er 1919 bis 1928 die Bühnenbildklasse der Düsseldorfer Kunstakademie. Als Schüler Hackers war Holz zeitweise selbst als Maler am Düsseldorfer Stadttheater beschäftigt. Informationen über das weitere Leben von Albert Holz liegen bisher nicht vor.

## Werk

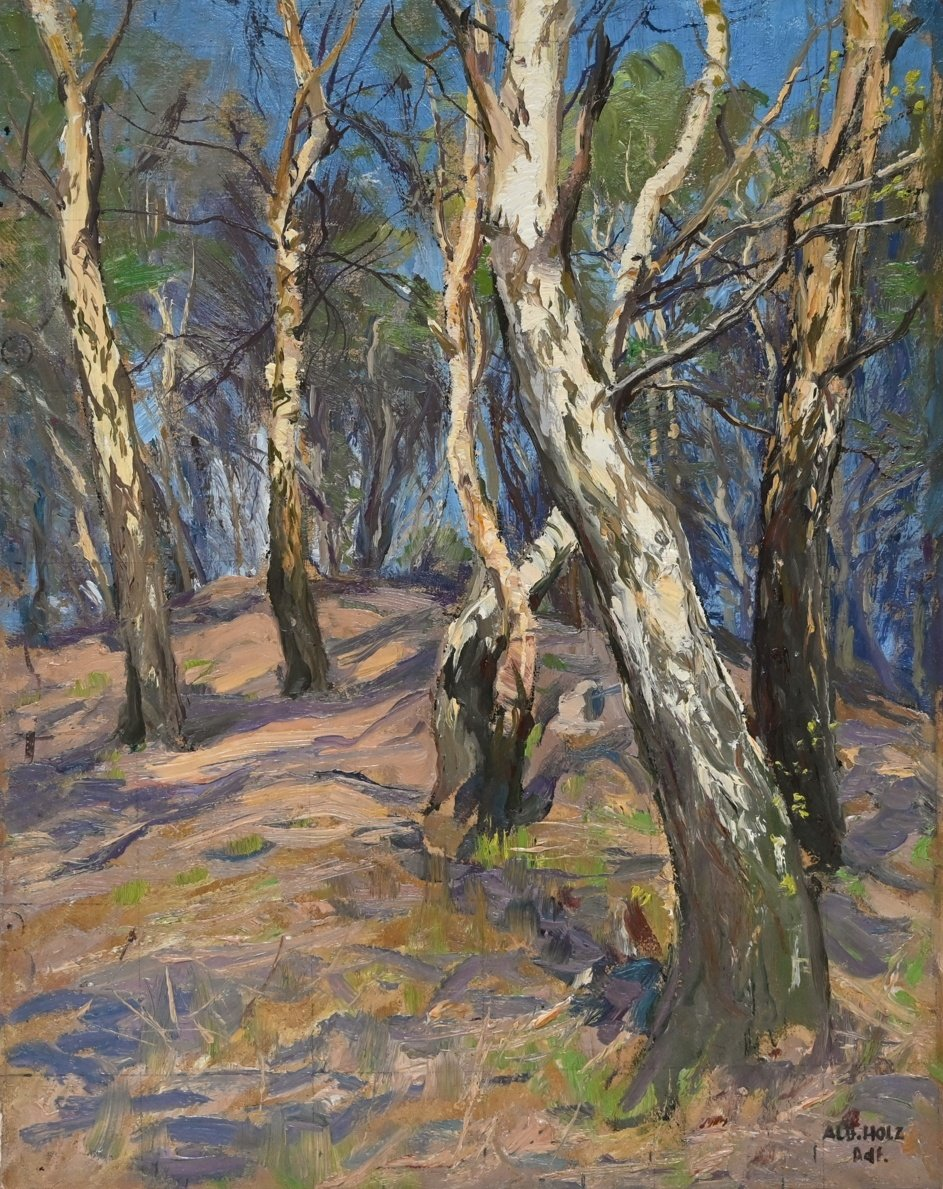
Birken am Hang (1910). Öl auf Leinwand

Hirschkuh mit zwei Jungen (1943). Kohle und farbige Kreide auf grauem Papier

In den Düsseldorfer Ausstellungen fiel Holz bereits durch eines seiner ersten Bilder, eine Ansicht von Neuss, auf, der weitere Architekturdarstellungen folgten, wie etwa Der Marktplatz in Düsseldorf mit den Ständen der Marktfrauen und ihren Kunden vor dem Reiterstandbild des Jan Wellem. Dann widmete er sich zunehmend und ganz in der Nachfolge seines ersten Lehrers Christian Kröner der Landschaftsmalerei, deren Motive er in der Eifel, an der Mosel und am Niederrhein fand, seltener in anderen Regionen, etwa mit dem Gemälde Kaysersberg im Elsass. Die Landschaften charakterisierte er in den typischen Stimmungen von Tages- und Jahreszeiten und belebte sie häufig mit weidenden Schafen oder Rudeln und Einzeldarstellungen von Hoch- und Niederwild: In der Hocheifel bei Adenau, Blick von den Bergen auf eine im Tal liegende Burganlage in der Eifel, Blumenwiese in der Eifel mit äsenden Rehen oder Wiesenlandschaft mit weidenden Kühen. Winterliche Motive zeigen Lauernder Fuchs vor dem Mäuseloch im Schnee, Schnürender Fuchs im Schnee oder Wildschweinrudel im Winter. Gelegentlich sind auch Menschen in die Kompositionen eingefügt, etwa ein Bauer mit Sense in Ginsterblüte in der Eifel mit Schäfer und Herde, Jäger auf nächtlichem Heimweg auf dem alten Mörsenbroicher Weg oder Alte Bekanntschaft – Landbriefträger und Rehrudel in sommerlicher Landschaft. Da der Künstler seine Arbeiten nicht datierte, sind sie nur schwer zeitlich einzuordnen. Ein spezieller Auftrag für Albert Holz waren die Panoramen für die Freigehege des Düsseldorfer Zoos, Nordland und Afrikanische Steppe. entstanden wohl im Zusammenhang mit der Erneuerung der Eisbärenanlage, 1925, und der Vorbereitung der Reichsausstellung Schaffendes Volk (Motto Afrika in Düsseldorf), 1937. Auch Aquarelle und Zeichnungen, vor allem Tierdarstellungen, sind von dem Künstler bekannt geworden.